# الشيء الآخر: من قتل ليلى الحايك (رواية)
الشيء الآخر هي رواية للكاتب الفلسطيني غسان كنفاني. نُشرت الرواية في عام 1987 من قبل مؤسسة الأبحاث العربية. نشرت الرواية لأول مرة ضمن تسع حلقات، بدء من شهر حزيران عام 1966 في مجلة "الحوادث" الأسبوعية التي كانت تصدر في بيروت.ونشرتها دار الأهلية في طبعتها الأولى سنة 2022.

## أحداث الرواية
تدور أحداث الرواية حول شخصية محامٍ ناجح يدعى الأستاذ صالح. وتفتح شخصيته الرواية برسالة لزوجته من داخل السجن قائلا فيها "أنا لم أقتل ليلى حايك،" ثم تعود أحداث الرواية إلى الوراء لترينا كيفية تطورها إلى أن وصلت إلى هذه النقطة. فتبدأ القصة بخروج الأستاذ صالح لتناول العشاء مع زوجته في مطعم ما احتفالا بعيد ميلادها قبل تكملة الاحتفال في إحدى الملاهي الليلية. تلتقي زوجة الأستاذ صالح، ديما، بصديقتها ليلى حايك في الملهى وهي برفقة زوجها، سعيد حايك. وكان هذا اللقاء بداية علاقة غرامية بين الأستاذ صالح وصديقة زوجته. تبدأ الأحداث بالتسارع من هذه النقطة حتى تصل إلى ساعة الجريمة والتحقيق.
يسمح غسان كنفاني للقارئ بإصدار حكم بعد تزويده بأدلة تدين الأستاذ صالح وأيضا تبرئه، حيث يصبح القارئ جزء من الرواية بدلا من دوره التقليدي كمتفرج. بالرغم من اختلاف هذه الرواية عن بقية روايات غسان كنفاني، إلا أنه يصور فيها واقعا اجتماعيا مألوفا.